# Park Keon-woo
Pour les articles homonymes, voir Park.
Dans ce nom coréen, le nom de famille, Park, précède le nom personnel.
Park Keon-woo, né le 18 juillet 1991 dans le Gyeongsang du Nord, est un coureur cycliste sud-coréen. Il participe à des compétitions sur route et sur piste.

## Palmarès sur piste

### Jeux olympiques
- Londres 2012
  - 10e de la poursuite par équipes

### Championnats du monde
- Melbourne 2012
  - 10e de la poursuite par équipes

### Championnats d'Asie
- Nakhon Ratchasima 2011
  -  Champion d'Asie de poursuite par équipes (avec Park Sung-baek, Jang Sun-jae et Park Seon-ho)
- Kuala Lumpur 2012
  -  Champion d'Asie de poursuite par équipes (avec Park Sung-baek, Jang Sun-jae et Park Seon-ho)
- New Dehli 2013
  -  Champion d'Asie de poursuite par équipes (avec Park Sung-baek, Jang Sun-jae et Park Seon-ho)
- Astana 2014
  -  Médaillé de bronze de la poursuite par équipes
  -  Médaillé de bronze de l'américaine
- Nakhon Ratchasima 2015
  -  Médaillé de bronze de la poursuite par équipes
  -  Médaillé de bronze de l'américaine
- Izo 2016
  -  Champion d'Asie de l'américaine (avec Shin Don-gin)
  -  Médaillé de bronze de la poursuite par équipes
  -  Médaillé de bronze du scratch

### Jeux asiatiques
- Incheon 2014
  -  Médaillé d'argent de la poursuite par équipes

### Championnats nationaux
- 2020
  - 3e du championnat de Corée du Sud de poursuite par équipes
- 2023
  - 2e du championnat de Corée du Sud de l'américaine
- 2025
  - 3e du championnat de Corée du Sud de l'américaine

## Palmarès sur route

### Par année
- 2019
  - 1re étape du Kangjin Memorial Tour
- 2023
  -  Champion de Corée du Sud sur route
  - 3e étape du Kangjin Memorial Tour

### Classements mondiaux
| Année         | 2012 | 2013 | 2014 | 2015 |
| ------------- | ---- | ---- | ---- | ---- |
| UCI Asia Tour | 269e |      | 147e | 220e |